# Knoten Mattersburg
Het Knoten Mattersburg is een snelwegknooppunt in de Oostenrijkse deelstaat Burgenland. Op dit knooppunt bij de stad Mattersburg kruist de (S4) de (S31).

## Bouwvorm
Het knooppunt is een klaverbladknooppunt.